# Brod v Podbočju
Brod v Podbočju este o localitate din comuna Krško, Slovenia, cu o populație de 99 de locuitori.